# Alexander af Alexandria
Alexander af Alexandria (ca. 250 – 17. april 326) var biskop og patriark i Alexandria 313-326. Han er blandt andet kendt for sin medvirken ved første koncil i Nikæa 325. Han er helgen med festdag 26. februar (tidligere 17. april).
Alexander efterfulgte Achillas som patriark 313. Han var den patriark som til sidst fordømte Arius som hæretiker, hvilket skete ved et koncil i Alexandria 318 og ved koncilet i Nikæa 325.
Under hans tid som patriark udsattes kristne for forfølgelser af blandt andre Galerius og Maximinus Daza.
Alexander efterfulgtes af Athanasius.
Se også
- Trinitarisme – Antitrinitarisme – Den arianske strid